# Мальфа
Ма́льфа (итал. и сиц. Malfa) — коммуна в Италии, располагается в регионе Сицилия, в провинции Мессина.
Население составляет 851 человек (2008 г.), плотность населения составляет 106 чел./км². Занимает площадь 8 км². Почтовый индекс — 98050. Телефонный код — 090.
Покровителем коммуны почитается святой Лаврентий, празднование 10 августа.

## Демография
Динамика населения:

## Администрация коммуны
- Официальный сайт: